# 東郷平八郎
東郷 平八郎（とうごう へいはちろう、旧字体：東鄕 平󠄁八郞、1848年1月27日〈弘化4年12月22日〉 - 1934年〈昭和9年〉5月30日）は、日本の海軍軍人。最終階級は元帥海軍大将。各地の東郷神社に名を残す。位階は従一位、勲位は大勲位、功級は功一級、爵位は侯爵。
日清戦争では「浪速」艦長として高陞号事件に対処。日露戦争では連合艦隊司令長官として指揮を執り日本海海戦での完勝により国内外で英雄視され、「陸の大山、海の東郷」「東洋のネルソン（The Nelson of the East）」と呼ばれた。
山梨勝之進は「世界史的な観点から海軍の名将を列挙するならば」として8名の提督を挙げた上で、ホレーショ・ネルソン、デヴィッド・ファラガット、東郷平八郎の3名について特記している。
明治時代の日本海軍の指揮官として日清及び日露戦争の勝利に大きく貢献し、日本の国際的地位を「五大国」の一員とするまでに引き上げた一人。日露戦争においては、連合艦隊を率いて日本海海戦で当時世界屈指の戦力を誇ったロシア帝国海軍バルチック艦隊を一方的に破って世界の注目を集め、その名を広く知られることとなった。当時、日本の同盟国であったイギリスのジャーナリストらは東郷を「東洋のネルソン」と、同国の国民的英雄に比して称えている。日本では、大胆な敵前回頭戦法（丁字戦法）により日本を勝利に導いた世界的な名提督として、東郷と同藩出身者であり同じく日露戦争における英雄である満洲軍総司令官・大山巌と並び、「陸の大山 海の東郷」と称され国民の尊敬を集めた。

## 生涯

### 生い立ち

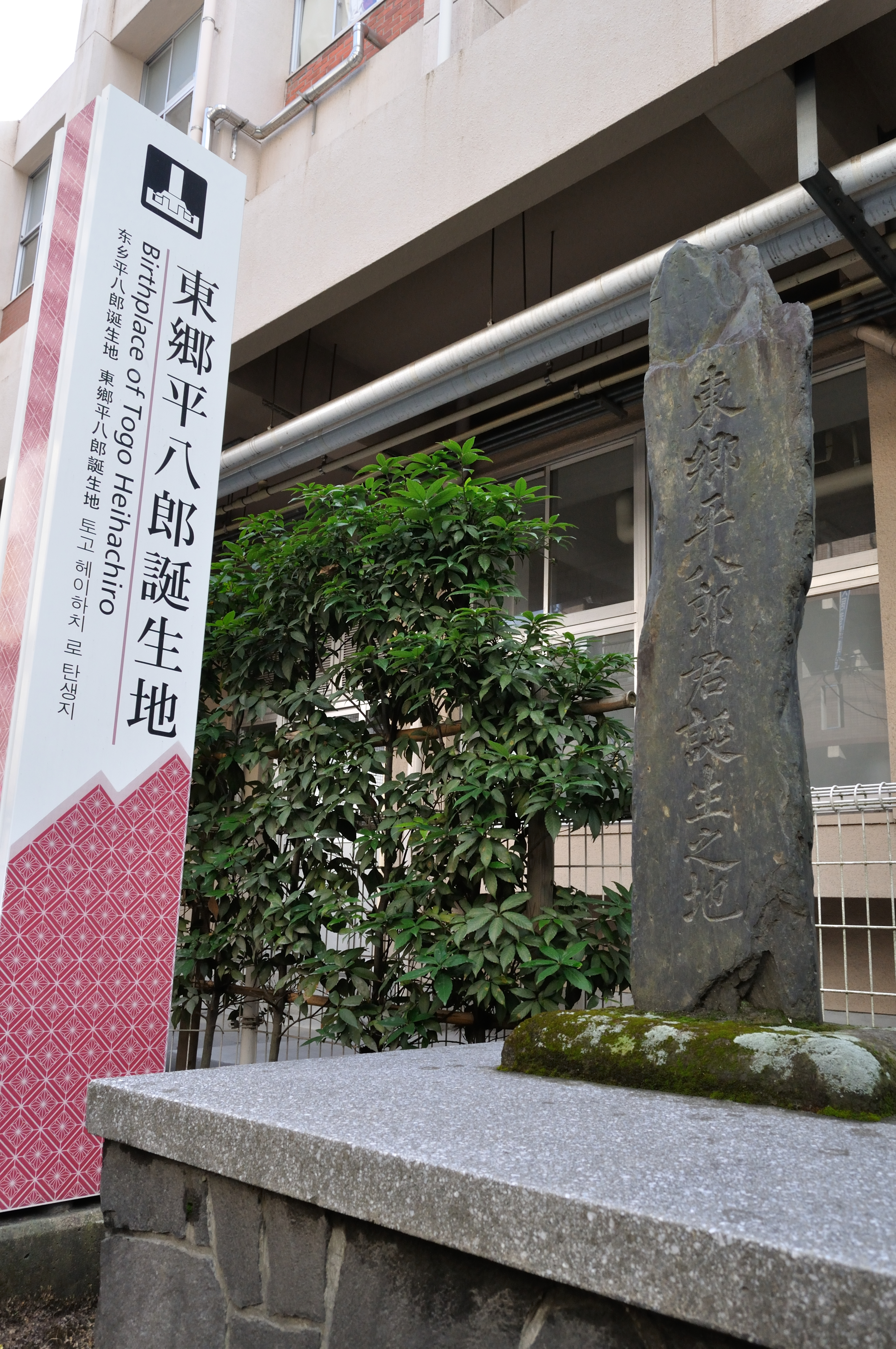
誕生地

弘化4年12月22日（1848年1月27日）、薩摩国鹿児島城下の加治屋町二本松馬場（下加治屋町方限、現・県立鹿児島中央高校化学講義室付近）に、薩摩藩士・東郷実友と堀与三左衛門の三女・益子の四男として生まれる。幼名は仲五郎。14歳の時、元服して平八郎実良と名乗る。文久3年（1862年）、薩摩藩士として薩英戦争に従軍し初陣、慶応3年（1867年）6月に分家して一家を興す。戊辰戦争では春日丸に乗り組み、新潟・箱館まで転戦して阿波沖海戦や箱館戦争、宮古湾海戦で戦う。体型は小柄ではあるが下の写真でも分かるように美男子であり、壮年期においては料亭「小松」で芸者から随分もてたとされる。

### イギリス留学

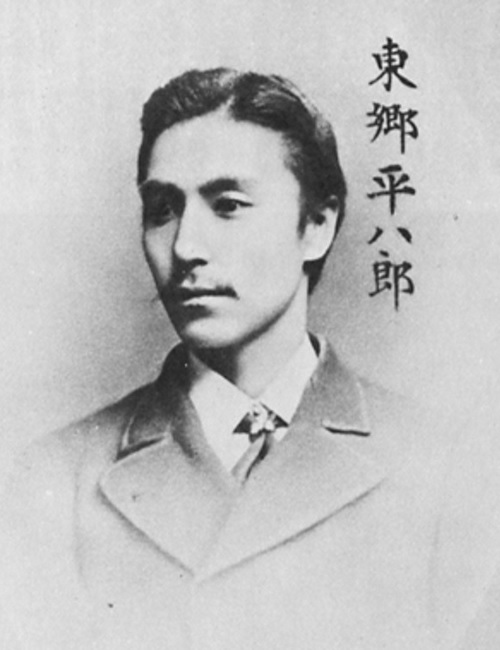
留学時の東郷（1877年）

明治の世の中になると海軍士官として明治4年（1871年）から同11年（1878年）まで、イギリスのポーツマスに官費留学する。
よく知られる逸話に、東郷は当初、鉄道技師になることを希望していた。イギリスに官費留学する際、最初は大久保利通に「留学をさせてください」と頼み込んだが色よい返事はもらえなかった。後で東郷は大久保が自分に対して「平八郎はおしゃべりだから駄目だ」とする感想を他者に漏らしたことを伝え聞いて、自省してその後は寡黙に努めた。それが長じて、後年は「沈黙の提督」との評価を得るまでになった。大久保の次に西郷隆盛に頼み込んだところ、「任せなさい」と快諾、ほどなく東郷のイギリス留学が決定したという風説があるが、実際には小笠原長生が東郷から直接聞いた思い出話に西郷や大久保の名前は無く、選抜の成否がわからなかったので易者に占ってもらったと述べているのみである。
当初ダートマスの王立海軍兵学校への留学を希望したがイギリス側の事情で許されず、ゴスポートにある海軍予備校バーニーズ・アカデミーで学び、その後に商船学校のテムズ航海訓練学校で学ぶことになる。留学先では「To go, China」とからかわれるなど苦労が多く、おしゃべりだった性格はすっかり無口になってしまったと言われている。しかし宮古湾海戦に参戦していたことを告げると、一躍英雄として扱われることとなった。
この留学の間に国際法を学んだ。後年、東郷は日清戦争時に防護巡洋艦「浪速」の艦長として、停船の警告に応じないイギリスの商船「高陞号」を撃沈する（高陞号撃沈事件）。英国留学で得た知識により、撃沈は国際法に違反しない行為であると正しく判断できたのだとされている。さらに、この時の沈着な判断力が、後に連合艦隊司令長官に人選される要素となった。
帰国途上、西郷隆盛が西南戦争を起こして自害したと知った。後に、「もし日本に残っていれば、どうしたか」と問われた際には、躊躇することなく「西郷軍に身を投じただろう」と答えている。実際、東郷の実兄である小倉壮九郎は、薩軍三番大隊九番小隊長として西南戦争に従軍し、城山攻防戦の際に自決している。

### ハワイでのクーデターに際して
明治26年（1893年）、ハワイ王国のリリウオカラニ女王が米国との不平等条約を撤廃する動きをみせると、これに強く反発したアメリカ人農場主らが海兵隊160名の支援を得てクーデターを起こし、王政を打倒して「臨時政府」を樹立した。この時、日本は邦人保護を理由に東郷率いる巡洋艦「浪速」他2隻をハワイに派遣し、ホノルル軍港に停泊させてクーデター勢力を威嚇した。女王を支持するハワイ先住民らは涙を流して歓喜したといわれる。また、ハワイ在留日本人も女王支持派に同情的であった。しかしアメリカによるハワイ併合は明治31年（1898年）に実現される。

### 日清戦争
明治27年（1894年）の日清戦争では初戦より「浪速」艦長を務め、豊島沖海戦（高陞号事件を含む）、黄海海戦、威海衛海戦で活躍する。威海衛海戦後に少将に進級し同時に常備艦隊司令官となるが、戦時編成のため実際には連合艦隊第一遊撃隊司令官として澎湖島攻略戦に参加。
日清戦争後に一時病床に伏すも、明治32年（1899年）に佐世保鎮守府司令長官となり、同34年（1901年）には新設の舞鶴鎮守府初代司令長官に就任した。これは後の対米戦備での位置づけから閑職であったと見なされがちであるが、来る対露戦を想定してロシアのウラジオストク軍港に対峙する形で設置された重要ポストであり、決して閑職ではなかった。但し、東郷自身は中央への異動を希望していたようである。
日露開戦前の緊迫時期の明治36年（1903年）10月、海軍大臣・山本権兵衛に呼び戻され、日高壮之丞に代わり常備艦隊司令長官に任命される。同年12月に連合艦隊が編成されることになると、第一艦隊兼連合艦隊司令長官に任命された。日高がそのまま連合艦隊司令長官になると見られていたが、山本が我の強い日高を嫌って、命令に忠実な東郷を据えたのだといわれる。しかし実際には、日高が健康問題を抱えて指揮が難しい状態であり、当時の将官の中で実戦経験豊富な東郷が至極順当に選ばれたというのが真相であった。明治天皇に理由を聞かれた山本は「東郷は運のいい男ですから」と奏したと言われているが、内田一臣によれば「この人が、ちょっといいんです」だったという。

### 日露戦争

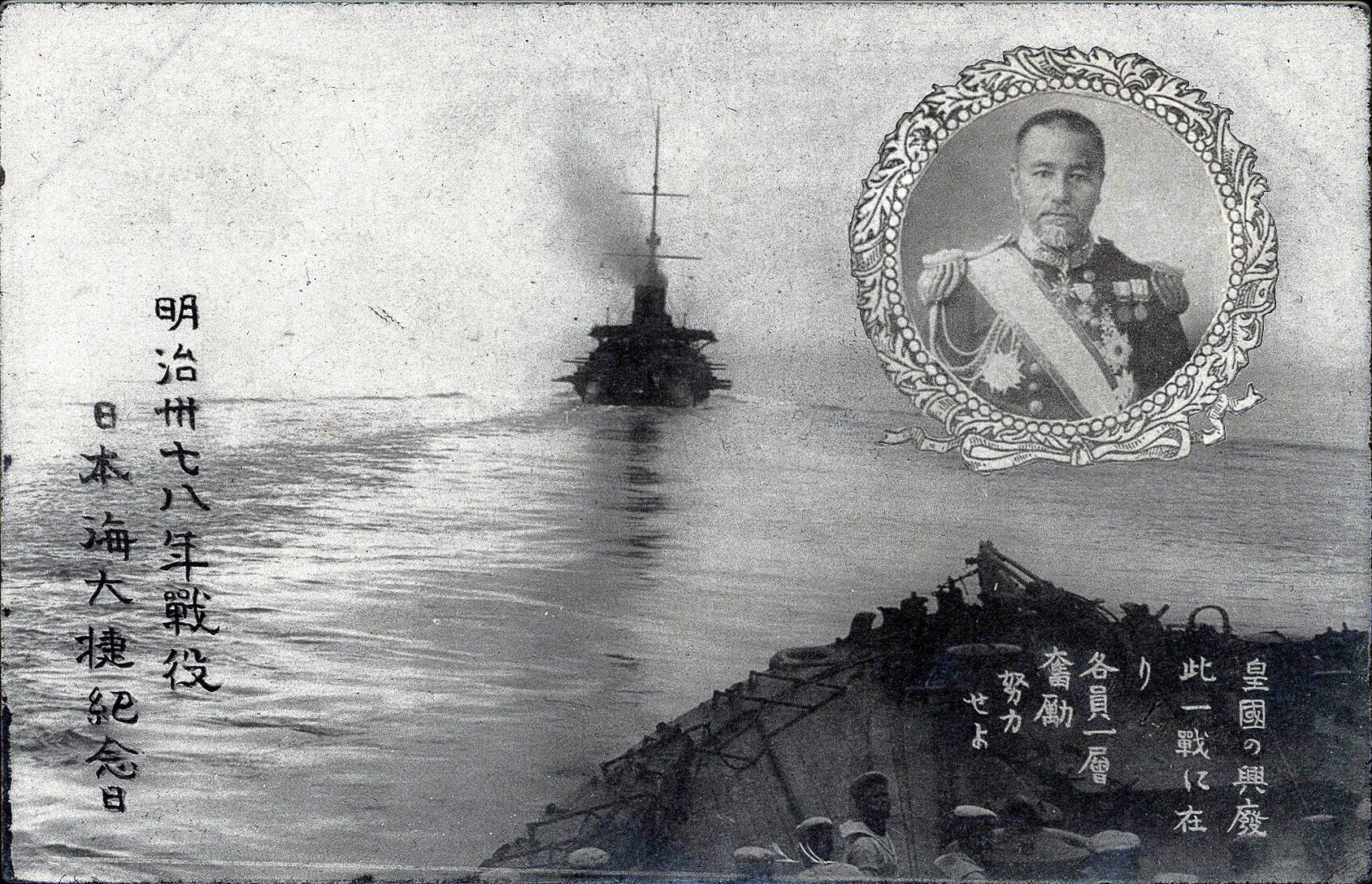
1905年頃の東郷提督と春日（かすが）艦上からの日進（にっしん）の写真。

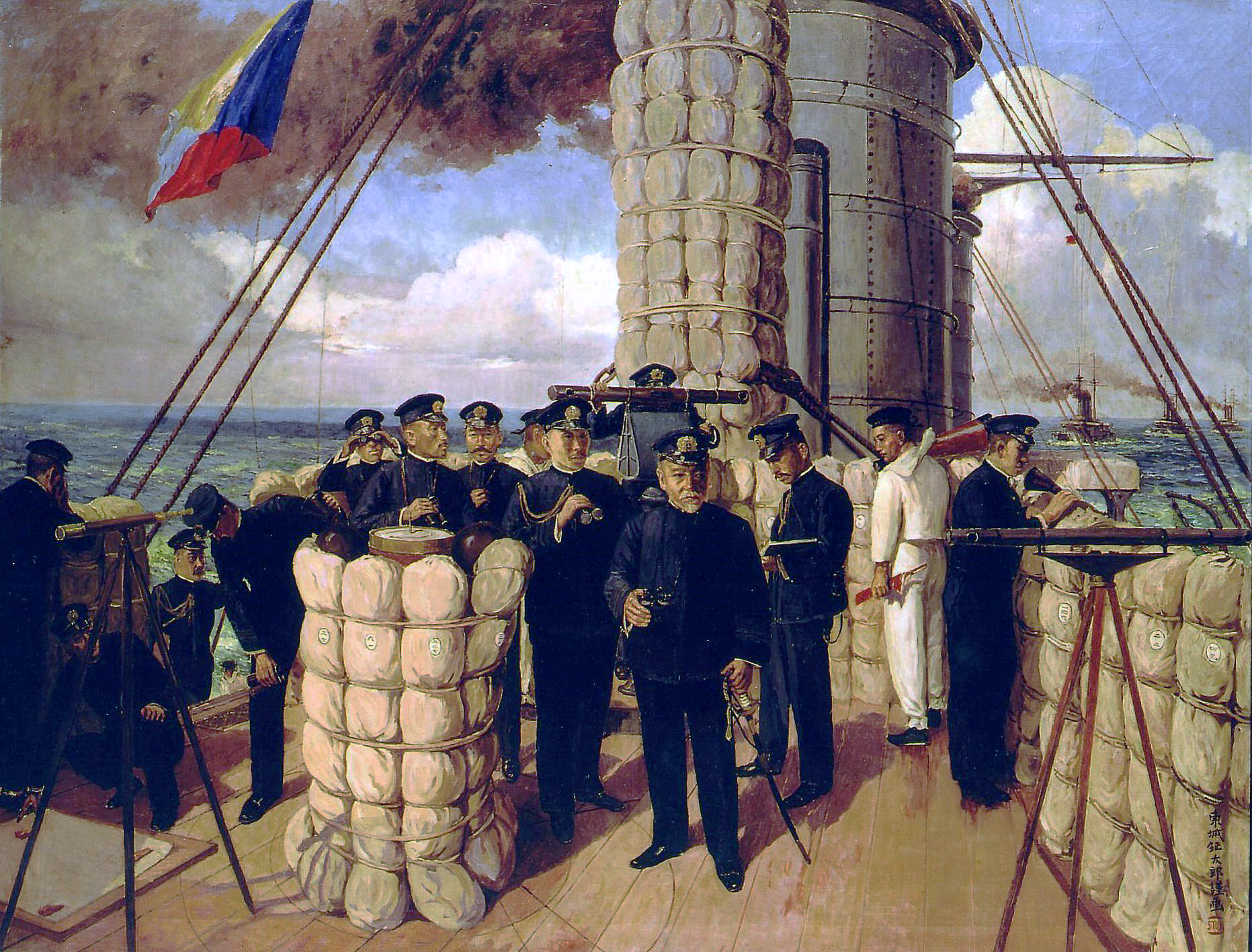
連合艦隊旗艦三笠の艦橋で指揮をとる東郷、1905年（『三笠艦橋の図』、東城鉦太郎/画）

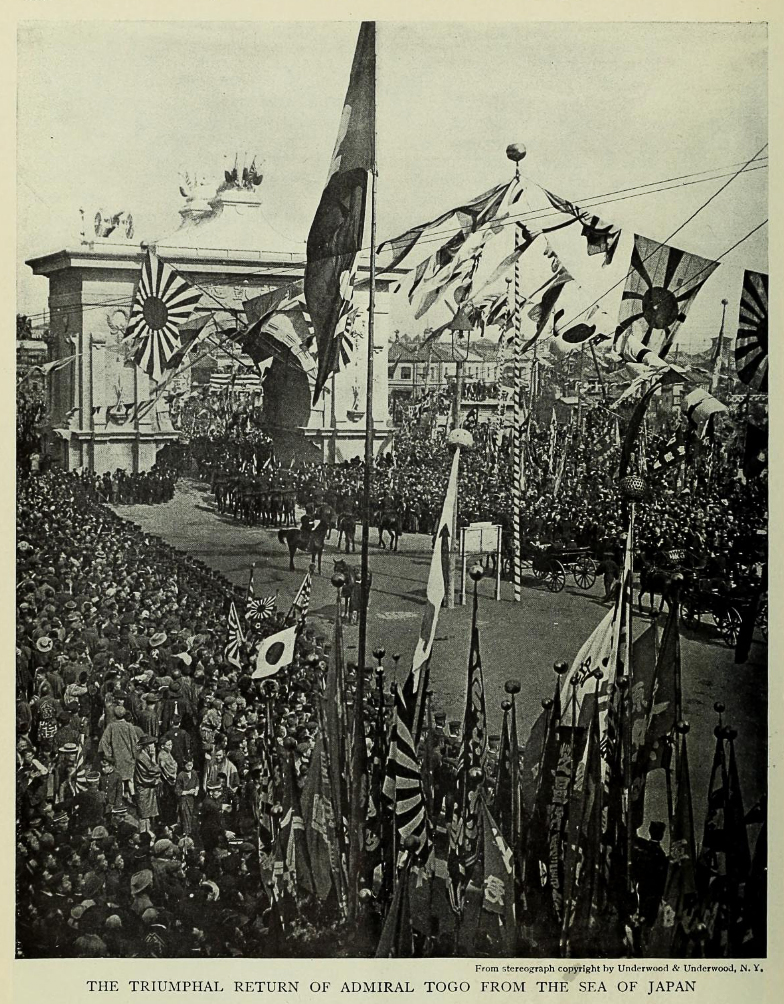
「日本海から、東郷提督の意気揚々の帰還」（1907年）

明治37年（1904年）2月10日からの日露戦争では、旗艦「三笠」に座乗してロシア海軍太平洋艦隊（後に第一太平洋艦隊へ改称）の基地である旅順港の攻撃（旅順口攻撃・旅順港閉塞作戦）や黄海海戦をはじめとする海軍の作戦全般を指揮する。旅順封鎖作戦時の触雷による戦艦「初瀬」「八島」の喪失を報告されても周章狼狽せずに両艦の艦長を労い、海軍内の動揺を収めた。6月6日には大将に昇進している。
そして明治38年（1905年）5月27日に、ヨーロッパから極東へ向けて回航してきたロジェストヴェンスキー提督率いるロシアのバルチック艦隊（ロシア第二・第三太平洋艦隊、旗艦「クニャージ・スヴォーロフ」）を迎撃する。この日本海海戦に際し、「敵艦見ゆとの警報に接し、連合艦隊はただちに出動これを撃滅せんとす。本日天気晴朗なれども波高し」との一報を大本営に打電した。また、艦隊に対し、「皇国の興廃この一戦にあり、各員一層奮励努力せよ」とZ旗を掲げて全軍の士気を鼓舞した（#東郷の肉声も参照）。東郷は敵前で大回頭を行うという大胆な指示を出し、海戦に勝利を納めた。この回頭は「東郷ターン（Togo Turn）」と称された。
この海戦における勝利は、東郷の名とともにロシアのバルチック艦隊の壊滅的敗北が世界中に伝えられ、当時ロシアの圧力に苦しんでいたオスマン帝国においても自国の勝利のように喜ばれ、東郷は同国の国民的英雄となった。著名な女性活動家ハリデ・エディプ・アドゥヴァルは、次男ハサンのミドル・ネームを「トーゴーTogo」としており、しばしば「ハリデが東郷平八郎の勝利に感銘を受けた」証拠とされている。ただし、これはあくまでミドル・ネームであり、実際にはあまり用いられなかったとされる。加えて、「日本の勝利を記念して、イスタンブールにはトーゴー通りやノギ通りが存在する」という俗説があるが、当時の文献にそのような名前の通りは確認できない。実際にイスタンブールにあるのは、第一次世界大戦時にトルコ人捕虜を解放した津村諭吉中佐にちなんだ「ツムラ・ユキチ通り」である。

### 日露戦争後

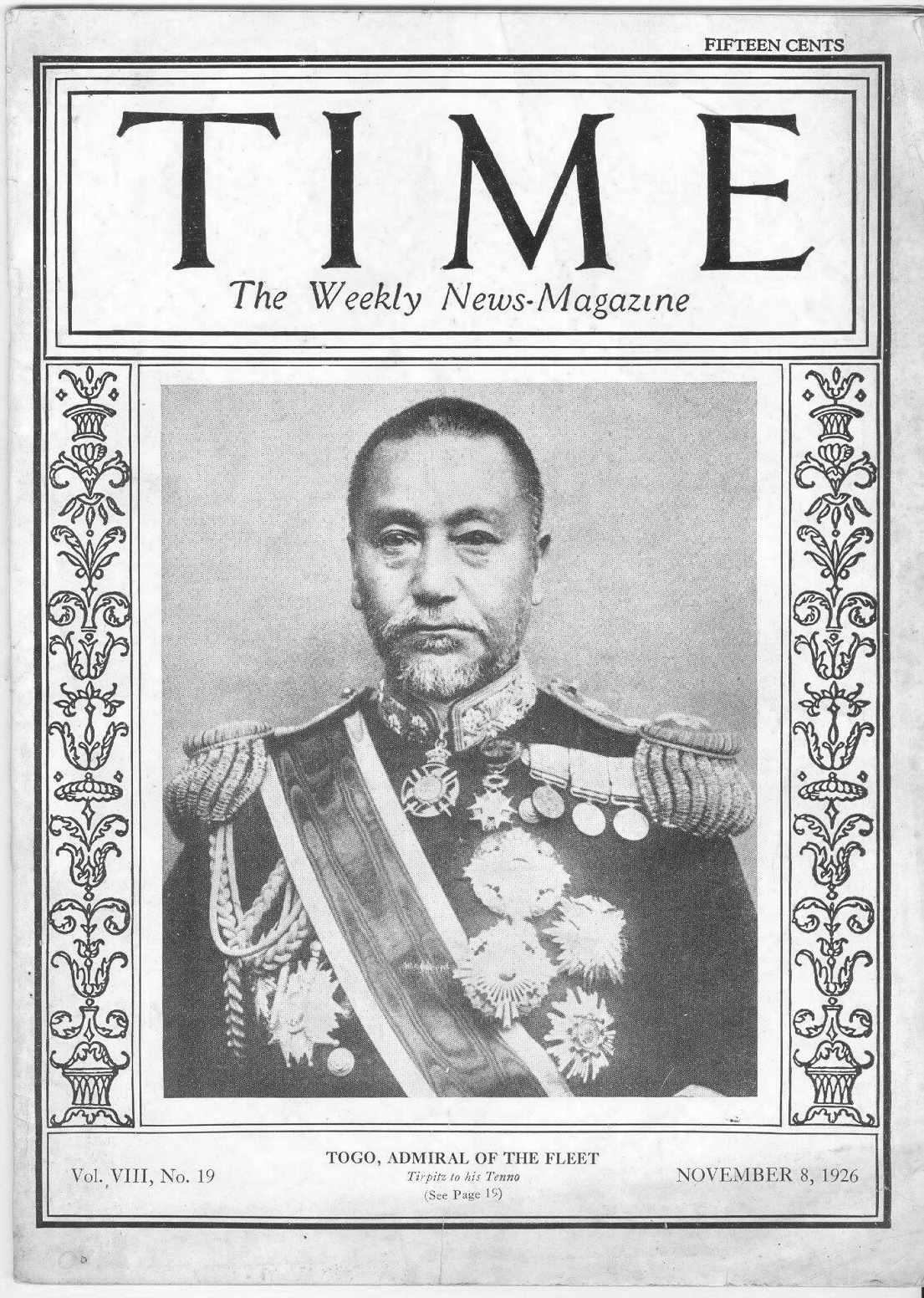
日本人では初めてタイム誌の表紙を飾った（1926年11月8日号）

明治38年（1905年）から明治42年（1909年）まで海軍軍令部長、東宮御学問所総裁を歴任。明治39年（1906年）、日露戦争の功により大勲位菊花大綬章と功一級金鵄勲章を授与される。明治40年（1907年）には伯爵を授爵。1911年には英国ジョージ五世の戴冠式に出席する東伏見宮依仁親王に乃木希典とともに随行。大正2年（1913年）4月には元帥府に列せられ、天皇の御前での杖の使用を許される。大正15年（1926年）に大勲位菊花章頸飾を受章。当時の頸飾受章者は皇太子・裕仁親王と閑院宮載仁親王だけだった。また、『タイム』誌の同年11月8日号において、表紙を飾るカバーパーソン初の日本人となった。
同年末に、天皇が最後の時を迎えた際には、井上、奥両元帥とともに葉山御用邸に詰めることが許された。

### 晩年

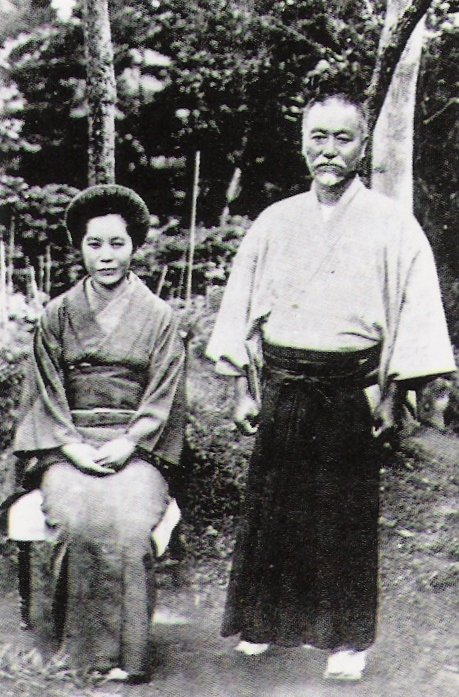
東郷平八郎（右）と妻のテツ（左）（1913年）

第一次世界大戦後の海軍軍縮において、末次信正や加藤寛治らのいわゆる艦隊派の提督が東郷を利用して軍政に干渉した。昭和5年（1930年）のロンドン海軍軍縮会議に際して反対の立場を取ったロンドン軍縮問題はその典型である。その他に明治以来の懸案であった、兵科と機関科の処遇格差の是正（海軍機関科問題。兵科は機関科に対し処遇・人事・指揮権等全てに優越していた）についても改善案について相談を受けた東郷は「罐焚きどもが、まだそんなことを言っているか！」と反発し、結局、この問題は第二次世界大戦の終戦直前に改正されるまで部内対立の火種として残された。
壮年時代はよく遊び、料亭に数日間も居続けたり、鉄砲打ちに出かけたりしたが、晩年は質素倹約を旨とし、趣味といえば盆栽と碁を嗜む程度であった。自ら七輪を用いて料理をすることもあったという。しかし新聞記者に対し妻が、新婚時代に内職して家計を支えたエピソードを話すと、家族に経済的心配を掛けたことはないと激怒した。

### 死去

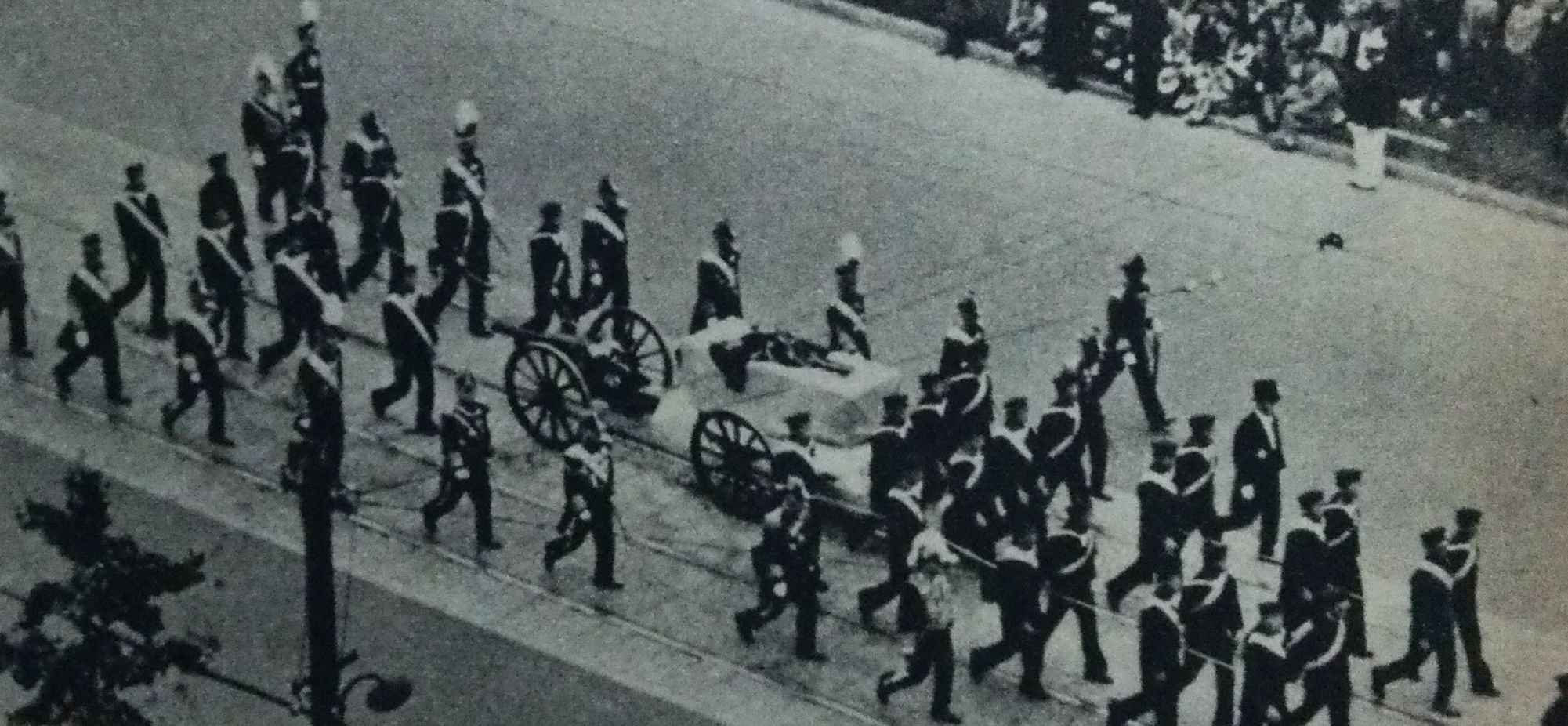
東郷平八郎の国葬（1934年6月5日）

昭和9年（1934年）には喉頭癌、膀胱結石、神経痛、気管支炎が悪化し、死の床に付いていた。5月29日に侯爵に陞爵。これに伴い貴族院の侯爵議員となった。5月30日、満86歳で薨去。薨去に際しては全国から膨大な数の見舞い状が届けられたが、ある小学生が書いた「トウゴウゲンスイデモシヌノ？」という文面が新聞に掲載され大きな反響をよんだ。

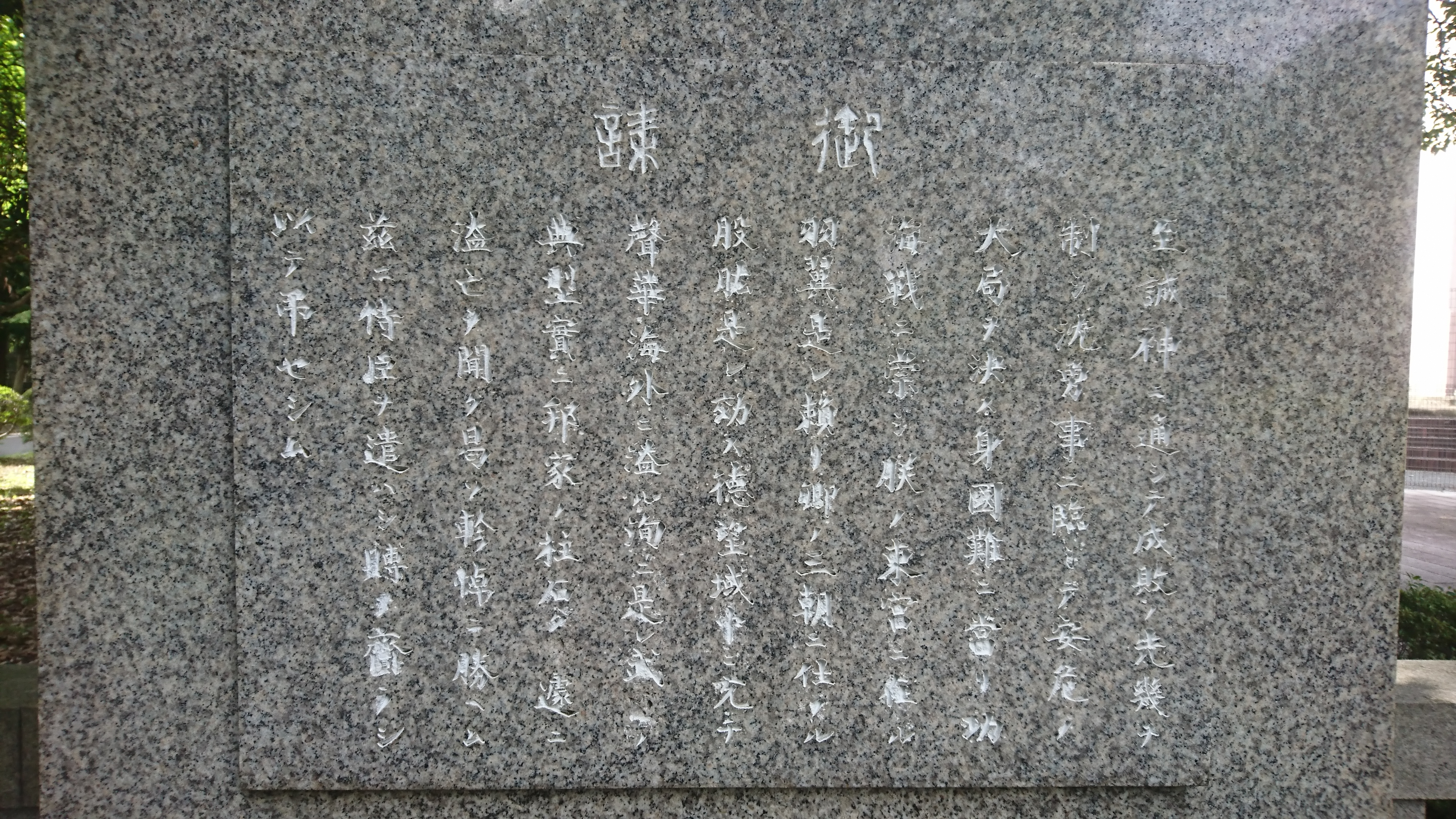
侯爵東郷平八郎へ賜誄の碑文（多磨霊園）

6月5日に国葬が執り行われた。国葬の際には参列のために各国海軍の儀礼艦が訪日し、イギリス中国艦隊の重巡洋艦「サフォーク」（司令長官ドレーヤ大将、艦長マナーズ大佐）、アメリカ海軍アジア艦隊の重巡洋艦「オーガスタ」（司令長官アッバム大将、艦長ニミッツ大佐）、フランス極東艦隊の軽巡洋艦「プリモゲ」（司令長官リシャール少将、艦隊参謀長兼艦長ルルー大佐）は儀仗隊を葬列に参加させ、日本艦隊と共に横浜港で半旗を掲げ、弔砲を発射した。イタリア海軍東洋艦隊の巡洋艦「クアルト」（艦長兼極東イタリア海軍首席指揮官ブリヴォネジ大佐）の横浜入港は夕刻となった。中華民国練習艦隊の巡洋艦「寧海」（司令・王壽廷中将、艦長・高憲申大佐）は国葬時刻に間に合わぬと判断し、儀仗隊を下関から列車で東京に向かわせて弔意を示し、「寧海」の横浜入港は翌6日となった。
葬儀委員長には有馬良橘海軍大将、副委員長には内閣書記官長・堀切善次郎が5月30日に任命された。
しかし、有馬が明治神宮宮司を務めていたため、神官が葬儀に関わることを禁止した通達（『神官葬儀ニ関スヘカラサル事』 明治十五年一月二十四日内務省達 乙第七号）に抵触するのではないかとの議論が持ち上がり、6月8日には辞任となった。
16日、葬儀委員長に副委員長から堀切善次郎が、副委員長に委員から長谷川清が昇格した。
更に、斎藤実内閣から岡田啓介内閣への交代に伴い、7月10日に葬儀委員長は河田烈へ交代した。
当時のイギリスでは「東洋のネルソン提督が亡くなった。」、ドイツは「東洋のティルピッツが逝去した。」と自国の海軍の父的人物に準えて、哀悼した。
- 遺髪はイギリス海軍のホレーショ・ネルソンの遺髪と共に海上自衛隊幹部候補生学校（江田島）に厳重に保管されている。また鹿児島市の多賀山公園の墓所にも遺骨の代わりに埋葬されている。
- 旧蔵書は、広島県呉市にある海上保安大学校図書館が所蔵する「旧海軍大学校図書」のうちに残る。
- 私邸跡は東郷元帥記念公園（東京都千代田区三番町）として整備され、東郷邸にあった獅子像や力石が残っている[25]。
- 書斎は福岡県久留米市に移築され、1926年（大正15年）に久留米市役所に寄贈された。1960年（昭和25年）の有馬記念館オープンに合わせて久留米城本丸の篠山神社境内に再移築され、同地で保存されている[26]。
- リウマチを患っていた妻に温泉治療を受けさせる目的で、1929年（昭和4年）に静岡県伊東市渚町に別荘を築造。1933年（昭和8年）まで使用された。東郷は別荘に滞在中、地元の住民や子供たちと親しく過ごしたとのエピソードも残されている。没後は東郷を尊敬していた石橋正二郎が取得、「釘1本すらも変えてはならぬ」との方針により築造当時の状態を維持。その後海軍に献納し将官の保養施設として用いられたが、戦後石橋家に返還されブリヂストンに貸与されたのち石橋財団に寄贈、平成に入ってからはテイケイに譲渡。2010年（平成22年）東郷神社に寄贈、修繕を経て2012年（平成24年）伊東東郷記念館として開館、一般公開されている。
- 鹿児島市清水町多賀山公園に墓碑（遺髪）、東郷平八郎像、記念碑が建立され、雄大な桜島と錦江湾と望む。毎年５月ころ日本海海戦や命日に近い日に合わせ、「東郷平八郎記念日」式典が開催されている[27]。
- 使用していた総義歯は現在東洋学園大学の東洋学園史料室に保存されている[28]。

- 千代田区三番町の東郷元帥記念公園（2018年6月撮影）
- 東郷元帥記念公園
- 久留米市篠山神社の東郷元帥旧書斎
- 横須賀三笠公園の三笠と東郷平八郎銅像（2021年10月撮影）

## 影響

### 神格化

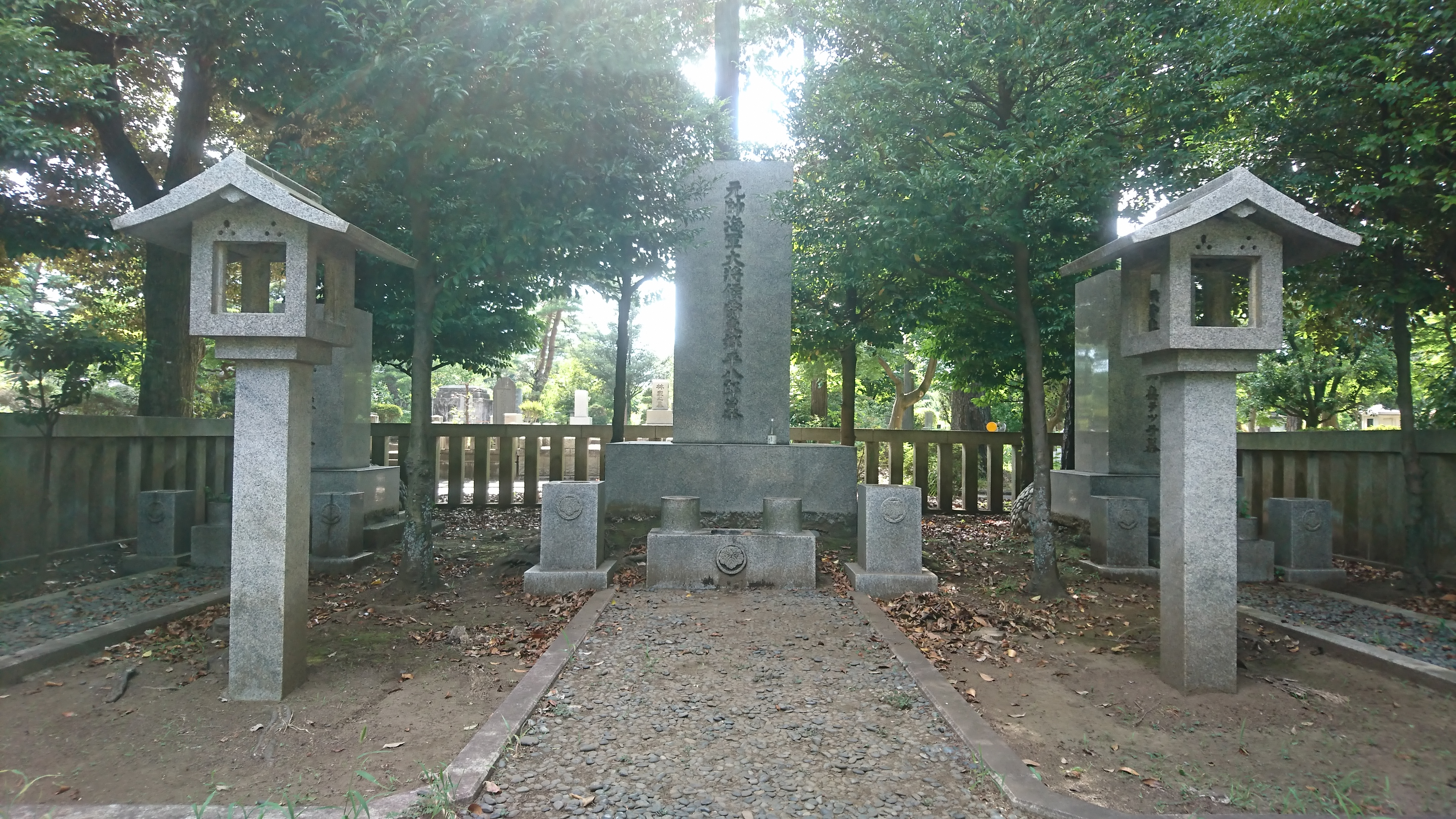
多磨霊園にある東郷平八郎の墓

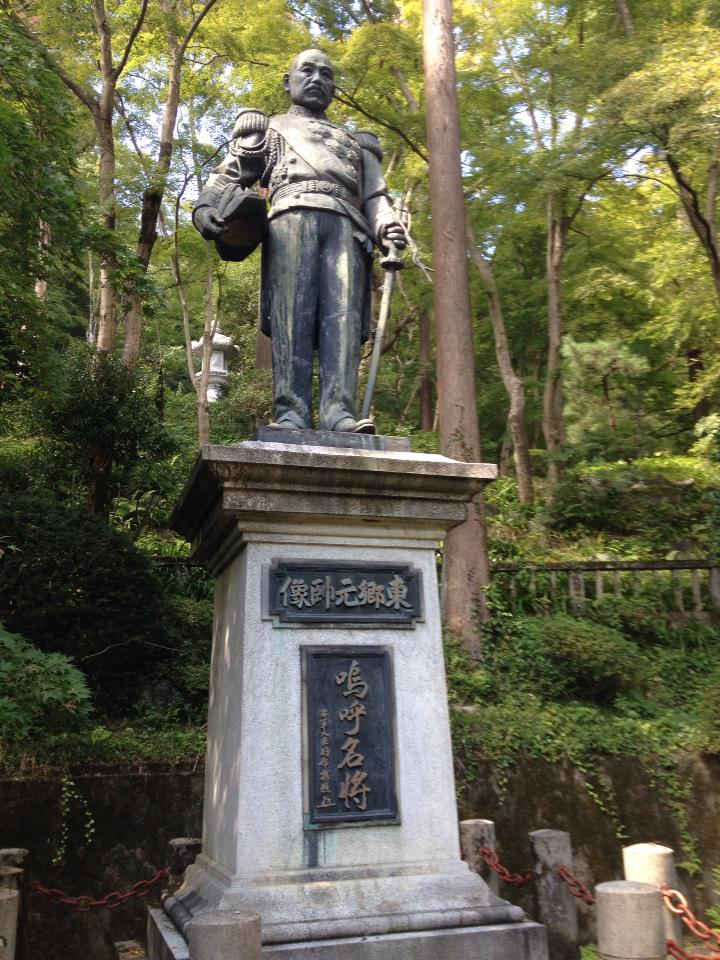
東郷公園にある東郷平八郎像

死後、東京都渋谷区と福岡県宗像郡津屋崎町（現・福津市）に「東郷神社」が建立され、神として祀られた。ただし東郷自身は生前の乃木神社建立時、（陸軍に対抗するために）将来自身を祭る神社が設立される計画を聞いて驚き、「やめてほしい」と強く懇願した。願いは聞き入れられず結局、没後に神社は建立されている。墓所も生前、母親の益子の眠る青山墓地への埋葬を希望したが、これも聞き入れられず多磨霊園に埋葬されることとなった。東郷が埋葬された影響によって多磨霊園に墓を作る国民が続出し、同じ墓域には後に山本五十六、古賀峯一の墓所も設けられた。
戦前の軍人の写真帳には、東郷直筆の「聖訓五箇條」が皇居の写真と共に、表紙裏に記載されることがあった。
1. 武士は忠節を尊を本文とすべし
2. 武士は礼儀を正しくすべし
3. 武士は武勇を尚うべし
4. 武士は信義を重んずべし
5. 武士は質素を旨とすべし

主君と家来の主従関係を、天皇と国民および将兵に拡大移行することで、国家体制として纏める狙いがあったとされる。
東郷の銅像は埼玉県飯能市の東郷公園（秩父御嶽神社内）、神奈川県横須賀市の三笠公園、長崎県佐世保市の東公園（佐世保東山海軍墓地）、鹿児島市の多賀山公園の4か所に現存する。鎌倉武士の血筋であり先祖代々日蓮宗の崇敬者であったことから東京都府中市の東郷の別荘跡地には海軍関係者が中心となって日蓮宗寺院聖将山東郷寺が建立され現代では枝垂桜の名所となっている。

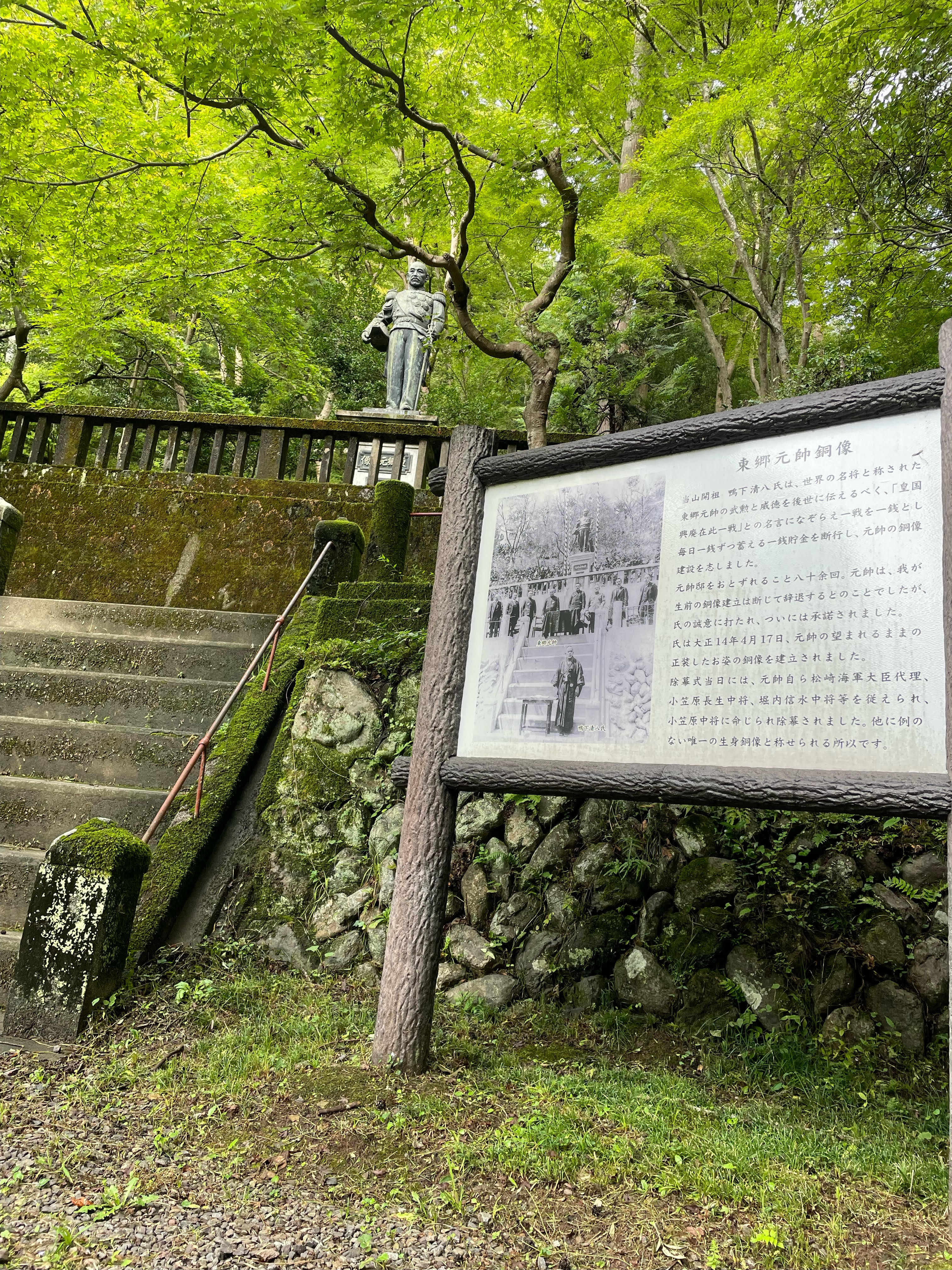
東郷元帥除幕式列席　　　　　（飯能市東郷公園）

晩年において海軍における東郷の権威は絶大で、官制上の権限は無いにもかかわらず軍令・軍政上の大事は東郷にお伺いを立てることが慣例化していた。
海軍省内では軍令部総長・伏見宮博恭王と共に「殿下と神様」と呼ばれ、しばしば軍政上の障害とみなされた。そして伏見宮すら「自分と東郷の意見が分かれるようなことがあってはならん」と気にしていた。井上成美は「東郷さんが平時に口出しすると、いつもよくないことが起きた」と述懐したうえで、「人間を神様にしてはいけません。神様は批判できませんからね」と語っている。岡田啓介、米内光政、山本五十六なども、東郷の神格化については否定的な態度をとっている。昭和期の海軍内の抗争において、東郷と伏見宮は艦隊派を後援し、岡田らは条約派に属した。
東郷に関する著作物中、重要なものは「東郷の私設副官」といわれた小笠原長生によるが、山路一善は小笠原に対し「閣下の東郷元帥に関する著書や講演のなかには、潤色が度に過ぎて誇大に失するものがあり、日本の歴史を誤るのではないかと憂える」と述べたとされる。野村実はこの一例として日本海海戦時に「三笠」艦上にあった今村信次郎が東郷の前で事実と異なる点を指摘し、東郷は「証人がいては仕方ない」と小笠原に訂正を指示させていたことに触れているが、これは右手でジェスチャーをしたことが書かれていない指摘であって、むしろ潤色とは逆である。

### アメリカ海軍での東郷崇拝
第二次世界大戦後、GHQによって日本の軍事的モニュメントの撤去作業が行われたが、米国海軍は東郷に関するものには手を触れさせなかった。
レイモンド・スプルーアンスとウィリアム・ハルゼーも、東郷への尊敬の念が強かった。

#### ニミッツと東郷
太平洋戦争で対日海軍作戦を指揮したチェスター・ニミッツ元帥は少尉候補生時代に日本海海戦の祝勝会に参加して言葉を交わしたほか、東郷国葬に際して米海軍アジア艦隊所属の巡洋艦オーガスタの艦長として参列したこともあり私淑していた。
戦後、米海軍の太平洋地域におけるトップとなったニミッツは戦艦「三笠」がアメリカ軍人のため娯楽施設「キャバレー・トーゴー」や水族館が設置されたり、上部構造物はおろか取り外せそうな金属類は機関部に至るまで全て盗まれ、チーク材の甲板までも薪や建材にするために剥がされたりするなど荒廃していた有様を見て激怒し、歩哨をつけさせるなど荒廃を食い止める取り組みを行なった。
その後日本を離れて事実上引退して以降も以下の様な形で戦艦「三笠」及び東郷の顕彰に尽くした。
- 1958年に文藝春秋にて「三笠と私」という題の一文を寄せ、「この一文が原稿料に価するならば、その全額を東郷元帥記念保存基金に私の名で寄付させてほしい…」と訴えた。当時、三笠についての日本の世論は解体と保存で拮抗していたが、これ以降は保存に大きく傾いた。
- 上記の原稿料のほかに、自ら2万円を寄付した。更に海軍を動かして廃艦予定の揚陸艦を日本政府に寄付させ、そのスクラップを売却して生まれた約3000万円[注釈 9] を三笠の修復に充てさせた。その後、1961年（昭和36年）5月27日に「三笠」の復元完成開艦式が行われた際、米海軍代表のトーリー少将は、「東郷元帥の大いなる崇敬者にして、弟子であるニミッツ」と書かれたニミッツの肖像写真を持参し、三笠公園の一角に月桂樹をニミッツの名前で植樹している。
- 東京大空襲で焼失した東郷神社の再建の際、資金が足りないことを知ったニミッツは、自著『太平洋海戦史』に東郷を偲ぶ文を追記し、1962年12月21日に東郷神社再建奉賛会へ10万円を寄付した。さらに同著の印税は共著者であるE.B.ポッターの快諾を得て、アメリカ海軍の名で東郷神社再建奉賛会に寄贈された。

### 東郷の名を冠した事物
「東郷ビール」
名越二荒之助により、東郷がラベルとなったフィンランド産のビールが昭和46年（1971年）から平成4年（1992年）まで販売された。これはフィンランドのタンペレのピューニッキ醸造所において生産された「提督ビールシリーズ」のラベルの一つで、当初は東郷やネルソン等の世界的に有名な提督6名（6種類）のラベルでスタートした。その中にはロシア海軍バルチック艦隊の提督であったマカロフとロジェストヴェンスキーのものもあったという。その後に数が増えて24名の提督シリーズで販売されるに至った。日本人では東郷と山本五十六の2名がラベルになった。日本でその存在が知られるようになったのは、昭和58年（1983年）にフィンランドを視察した佐藤文生が持ち帰って、東郷神社に献納したのがきっかけであるともいう。現在日本で販売されている「東郷ビール」は、ピューニッキ醸造所が被買収により提督ビールシリーズの生産を停止した後に、オランダで製造されているビールに「提督ビールシリーズ」で使われた東郷ラベルを貼付しているものである。
フィンランドの元首相カレヴィ・ソルサはシンポジウム『新時代のきずな 日本とEU』において、このビールを「トーゴービール」と呼び、日露戦争においてフィンランドを統治していたロシアが敗れたことで、フィンランドでは独立の機運が高まったこともあり、フィンランド国民はこの東郷ラベルのビールを飲んで往時をしのぶ、と語ったことが『朝日新聞』平成9年（1997年）10月6日付で伝えられた。東郷ラベルには「東郷平八郎提督に敬意を表して」とわざわざ日本語で書かれているものもあったという。
ブラジルのタバコ
東郷が没した昭和9年（1934年）、ブラジルのカステロエス社が、「東郷へのオマージュ」として『Cigarros Guensui』という銘柄のタバコを販売した。宣伝には日本語で、「聖将東郷元帥永久の思ひ出にシガーロス『元帥』を日本の皆様に捧ぐ」と書かれていた。
トウゴウカワゲラ
水生昆虫 カワゲラには、トウゴウカワゲラ属（Togoperla ）がある。これは、チェコ人昆虫学者のFrant Klapálekが、東郷に因んで名づけたものである。
東郷鋼
東郷の生前、東郷本人の許可を得てその名を冠した「東郷鋼（はがね）」という鉄鋼製品があった。ここから、東郷に反発する海軍内の佐官や将官は「東郷ハガネ」という地口を作り、流布したという。ただ実際は海外鋼輸入問屋河合鋼鉄のライバル流通が考え出した洒落という説もある。日本の産業界が当時、国産第一を標榜していた背景で考察することも可能である。

### 東郷の郵便切手
逓信省（現在の日本郵便）が昭和12年（1937年）に発行した普通切手のうち、当時の封書基本料金用の4銭切手に東郷の肖像が使われている。
発行に当たっては、既に2銭切手に乃木希典が採用されていたこともあり金額差がつくことに物議を醸したが、その後、郵便料金の改定に伴い5銭と7銭の額面の切手が東郷の肖像のまま発行されている。また、太平洋戦争初期の1942年2月に「シンガポール陥落」の文字が入った加刷切手が発行された。

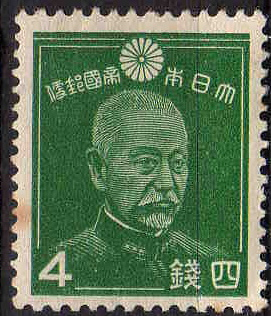
4銭（1937年発行）
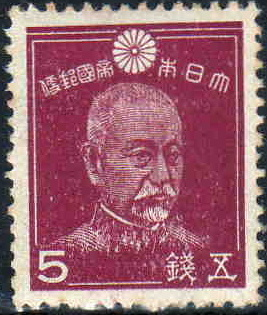
5銭（1942年発行）
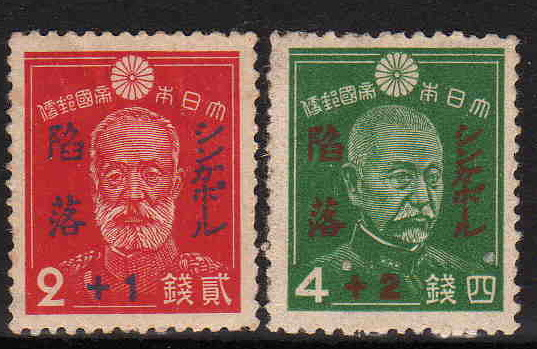
シンガポール陥落記念切手（1942年発行）左は乃木希典陸軍大将。
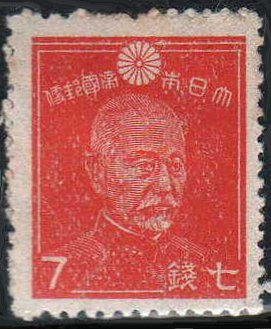
7銭（1944年発行）

### 東郷の肉声
最晩年の昭和6年（1931年）に日本ビクターに、昭和8年（1933年）に日本コロムビアにそれぞれ肉声を録音し、2枚ずつ計4枚8面分の肉声が残されている。内容は以下のとおりである。
日本ビクター盤
- 「所感 軍人勅諭奉戴五十周年記念（上）」53190-A
- 「所感 軍人勅諭奉戴五十周年記念（下）」53190-B
- 「追憶 日本海海戦第一報告とその信号」53444-A
- 「奉読 軍人勅諭五ヶ條」53444-B

昭和7年（1932年）1月4日は軍人勅諭下賜50周年記念日にあたり、その記念の一環として東郷の記念講演の生放送が1月4日夜に企画された。放送は麹町の東郷邸に放送機材を持ち込んで行われたものであるが、東郷が高齢であるため、放送当日に身体上の理由で放送ができなくなる可能性も考えられた。そこで、海軍省は日本ビクターに命じて昭和6年12月27日に同じ内容の講演を事前に録音させ、万一の時は東郷邸からレコードを放送する手はずを整えることとなった。この録音にたずさわった日本ビクターの録音技師・楠本哲秀の回想によれば、録音当日、東郷は元帥制服に威儀を正し、居間に置かれたマイクの前で最敬礼をしたあと、直立不動の姿勢で一連の録音を吹き込んだ。この録音は楠本にとって、「一生忘れられない思い出」の一つだった。このレコードは当時は発売されずに海軍省内で限定的に配布されたが、国葬当日夜に放送された後、「軍人勅諭奉戴五十周年記念」は東郷の五十日祭にあたる昭和9年（1934年）7月19日に、残りは昭和10年（1935年）5月27日に一般に発売された。また、長田幹彦は日本ビクターに対して「聯合艦隊解散之辞」も録音してはとアドバイスしたが、相手にされなかった。
日本コロムビア盤
- 「聯合艦隊解散式訓示（上）」28000-A
- 「聯合艦隊解散式訓示（下）」28000-B
- 「三笠艦保存記念式祝辞」28346-A
- 「海と空の博覧会における祝辞」28346-B

前述のように、日本ビクターは長田幹彦からの「聯合艦隊解散之辞」の録音の要請話に取り合わなかった。そこで長田は、次に日本コロムビアに録音話を持ちかけたところ、日本コロムビア側が承諾して録音が実現した。さらに、東郷の家族から祝辞の録音も要請された。録音は昭和8年（1933年）2月18日にビクター盤と同様に東郷邸で行われ、「聯合艦隊解散式訓示」（聯合艦隊解散之辞）はビクター盤と同じ昭和9年（1934年）7月19日に、二つの祝辞は昭和10年（1935年）5月20日に発売された。
なお、「海と空の博覧会」とは昭和5年（1930年）3月20日から5月31日にかけて上野恩賜公園と「三笠」で開かれた博覧会で、博覧会初日には東郷が祝辞を読み上げ、この模様はJOAK（東京放送局）が生中継した。当時の東京朝日新聞は「ラジオを通じて始めての東郷元帥の親し味あるすんだ声もファンの耳に入ったので大喜びであった」と書いた。
その他、明治38年（1905年）10月29日に青山霊園で挙行された海軍弔慰祭でも、東郷の朗読する祭詞の録音が小笠原長生の発案で行われることになっていたが、朗読する東郷の写真を撮ろうとした写真屋に対して東郷が「お下げなさい」と一喝。驚いた写真屋はあわてて逃げ出し、ついでに幕の後ろで待機していた録音技師達までもが逃げ出したため、録音は行われなかった。

## 栄典
位階
- 1885年（明治18年）9月16日 - 正六位[47]
- 1890年（明治23年）11月1日 - 従五位[48]
- 1895年（明治28年）3月28日 - 正五位[49]
- 1898年（明治31年）6月10日 - 従四位[50]
- 1900年（明治33年）8月20日 - 正四位[51]
- 1903年（明治36年）9月30日 - 従三位[52]
- 1906年（明治39年）10月20日 - 正三位[53]
- 1911年（明治44年）10月30日 - 従二位[54]
- 1918年（大正7年）11月20日 - 正二位[55]
- 1934年（昭和9年）5月30日 - 従一位[56]

爵位等
- 1907年（明治40年）9月21日 - 伯爵[57]
- 1913年（大正2年）4月21日 - 元帥[58]
- 1934年（昭和9年）5月29日 - 侯爵[59]

勲章等
| 受章年                     | 略綬 | 勲章名                       | 備考                 |
| -------------------------- | ---- | ---------------------------- | -------------------- |
| 1889年（明治22年）11月22日 |      | 勲六等瑞宝章                 |                      |
| 1893年（明治26年）5月26日  |      | 勲五等瑞宝章                 |                      |
| 1895年（明治28年）8月20日  |      | 功四級金鵄勲章               |                      |
| 1895年（明治28年）8月20日  |      | 勲四等旭日小綬章             |                      |
| 1895年（明治28年）11月18日 |      | 明治二十七八年従軍記章       |                      |
| 1899年（明治32年）5月9日   |      | 勲三等瑞宝章                 |                      |
| 1901年（明治34年）7月19日  |      | 勲一等旭日大綬章             |                      |
| 1902年（明治35年）5月10日  |      | 明治三十三年従軍記章         |                      |
| 1906年（明治39年）4月1日   |      | 功一級金鵄勲章               |                      |
| 1906年（明治39年）4月1日   |      | 大勲位菊花大綬章             |                      |
| 1906年（明治39年）4月1日   |      | 明治三十七八年従軍記章       |                      |
| 1909年（明治42年）4月18日  |      | 皇太子渡韓記念章             |                      |
| 1915年（大正4年）11月7日   |      | 金杯一組                     |                      |
| 1915年（大正4年）11月7日   |      | 大正三四年従軍記章           |                      |
| 1915年（大正4年）11月10日  |      | 大礼記念章                   |                      |
| 1920年（大正9年）11月1日   |      | 金杯一組                     |                      |
| 1920年（大正9年）11月1日   |      | 大正三年乃至九年戦役従軍記章 |                      |
| 1926年（大正15年）11月11日 |      | 菊花章頸飾                   |                      |
| 1934年（昭和9年）5月30日   |      | 国葬                         | 葬儀執行：同年6月5日 |

外国勲章佩用允許
| 受章年                     | 国籍             | 略綬 | 勲章名                                                    | 備考 |
| -------------------------- | ---------------- | ---- | --------------------------------------------------------- | ---- |
| 1902年（明治35年）1月17日  | フランス共和国   |      | レジオンドヌール勲章グラントフィシエ                      |      |
| 1902年（明治35年）10月28日 | ロシア帝国       |      | 神聖アンナ第一等勲章                                      |      |
| 1906年（明治39年）3月23日  | イギリス帝国     |      | メリット勲章                                              |      |
| 1907年（明治40年）11月26日 | 大韓帝国         |      | 大勲位金尺大綬章                                          |      |
| 1910年（明治43年）4月5日   | 大韓帝国         |      | 韓国皇帝陛下南西巡幸記念章                                |      |
| 1911年（明治44年）10月5日  | イギリス帝国     |      | イギリス皇帝皇后両陛下戴冠記念章                          |      |
| 1912年（大正元年）10月9日  | イギリス帝国     |      | ロイヤル・ヴィクトリア勲章ナイト・グランド・クロス (GCVO) |      |
| 1920年（大正9年）12月24日  | イタリア王国     |      | 聖マウリッツィオ・ラザロ第一等勲章                        |      |
| 1926年（大正15年）3月12日  | ポーランド共和国 |      | ポーランド復興勲章一等                                    |      |
| 1926年（大正15年）3月12日  | スペイン王国     |      | 海軍有功白色第四級勲章                                    |      |

## 逸話
- 一般に寡黙、荘重という印象があるが時として軽率な一面もみせた。晩年に学習院へ招かれた際、講演中に生徒に「将来は何になりたいか」と質問し「軍人になりたい」と答えた生徒に「軍人になると死ぬぞ」 「なるなら陸軍ではなく海軍に入れ。海軍なら死なないから」 と発言し、陸軍大将であり、諧謔のセンスの乏しい乃木希典院長を激昂させ、同時に半ば呆れさせたというエピソードがある。
- ロシア艦隊が降伏する際に降伏旗を揚げた。秋山参謀は東郷に「長官、敵は降伏しました、砲撃をやめましょうか？」と提案した。それを見ても東郷長官は黙殺し、「本当に降伏すっちょら、（機関を）停止せにゃならん」と国際法を網羅している東郷ならではの返答をした[85]。その後、通訳の山本信次郎とともに秋山を派遣し、降伏した「ニコライ」へ向かわせ、ネボガトフ少将を「三笠」へと連行させた[86]。
- 第一次世界大戦のユトランド沖海戦については「逃げた奴は負け」と北海の制海権を維持できたイギリス側の勝利と判定している。日本海海戦時の参謀であった秋山真之も「ドイツも善戦したが、イギリスの北海制海権を破れなかったので敗北」と東郷の意見と同じ見解を示している。
- 昭和天皇は学習院時代、東宮御学問所総裁であった東郷について、後年、記者の質問に「何の印象もない」と答えている。
- 錬度を上げることに熱心であった。『聯合艦隊解散之辞』に「百発百中の一砲能（よ）く百発一中の敵砲百門に対抗し得る」という言葉を残している[注釈 11]。
- ワシントン軍縮条約の結果、主力艦の保有比率が対英米6割と希望の7割より低く抑えられたことに憤激する将官達に向かって、「でも訓練には比率も制限もないでしょう」と諭したと言われる（伊藤正徳著『連合艦隊の最後』）。
- 東郷は宮古湾海戦にて奮戦、戦死した甲賀源吾を軍人として尊敬していた。また、明治新政府によって逆賊として斬首に処せられた小栗忠順の名誉を後に回復している。日本海海戦でバルチック艦隊を破って後、東京で暮らしていた小栗の遺族を私邸に招き、「日本海海戦で勝利を得たのは、（小栗が生前に建造した）横須賀造船所で艦隊の十分な補給と整備を受けることができたからである」と故人の功績を称え、感謝の言葉を惜しまなかったという。
- 東郷の国葬に併せて英米両国から日本向けに追悼のメッセージがラジオで放送された。イギリスからはボルトン・イヤーズ＝モンセル（英語版）海軍大臣のメッセージが英国放送協会から、アメリカからはウィリアム・スタンドレイ（英語版）海軍作戦部長のメッセージがNBCからそれぞれ放送されたが、アメリカからの放送では予定より早く終了したため、時間調整に日本の曲として『お江戸日本橋』『かっぽれ』（ともに山田耕筰編曲「日本組曲」[注釈 12]より）という、おおよそ追悼に似つかわしくない音楽が放送されてしまうという出来事が起こり、日本国内ではアメリカ側の選曲、特に『かっぽれ』を問題視する声が一部で出た[87]。また、海軍当局が「放送を止めなかった」としてJOAKに抗議を申し入れる事態も起きている[87]。協栄生命保険元取締役[88]でSPレコード愛好家の志甫哲夫は、NBCは『お江戸日本橋』と『かっぽれ』を「適当な日本曲だと思って放送に使った」とする[37]。また、その音源の由来は、国葬に先立つ4月29日に行われた日米交換放送で、日本側から送った音源をNBCが録音したものであった[37]。
- 元国際連合事務総長のブトロス・ガリは、日本に来ると必ず東郷神社に参拝した。エジプト出身であるガリは「小さい頃、ものすごく励まされた、心を解放された」と言っている。
- 日本海海戦の際、旗艦三笠に掲げられた大将旗は明治43年（1911年）に、イギリス国王のジョージ5世の戴冠式に明治天皇の名代・東伏見宮依仁親王に随行して出席した際、かつての留学先だった海員練習船「ウースター」校に寄贈されていた。日本側にこうした経緯を記した記録がなかったため、長らく所在不明となっていたが、平成16年（2004年）に東郷神社の宮司・松橋暉男が著書の執筆にあたり調査したところ、ウースター校の財産を引き継いでいる財団マリン・ソサエティーが、同時に寄贈された銀杯や東郷元帥の胸像とともに所蔵していることがわかった。神社側が翌年の大祭の際に貸してもらうよう申し入れたところ、無償で永久貸与されることになった。
- 日本海海戦において、ドイツ・カールツァイス社の双眼鏡（ポロプリズム式、5倍と10倍の切替、口径25㎜、明治33年〈1900年〉±1年の製造[89]。明治37年〈1904年〉に小西屋六兵衛店〈現：コニカミノルタ〉が輸入したもの。現在は三笠記念館が所蔵[89]。）を使用した[89]。カールツァイス社が世界最初のポロプリズム式双眼鏡「Carl Zeiss 8x20」を発売したのは明治27年（1894年）であり、日露戦争当時の最先端工業製品であった[90]。
- 2010年2月16日に放送されたテレビ東京『開運！なんでも鑑定団』には、東郷が大正天皇から下賜されたという刀が出品され、鑑定額は5千万円と評価された[91]。
- 初めて日本で肉じゃがを作らせたと言われることがあるが、これは創作とされる。肉じゃが#誕生の経緯に関する説を参照。

## 系譜

### 系図
- 東郷氏：桓武平氏流れ平良文を祖とし、坂東八平氏の系譜に数えられる秩父氏、また鎌倉幕府御家人で相模国渋谷庄を領した渋谷氏を祖とする。鎌倉時代中期以降に薩摩国に移住した渋谷一族の総領家である。

```

　　　　　　　　　　　　　　　　　　 丸山徳三郎━━━良夫
吉左衛門実友重猗　　　　　　　　　　　　　　　　　　　┃
　　　　　　　┣祐之進（夭折）　　　　　　　　　　　　┣━━┳良久━━┳龍太
　　　　　　　┣小倉壮九郎　　　　　　　　　　　　　　┃　　┗平　　　┗将平
　　　　　　　┣平八郎━━━━┳彪━━━┳一雄━━┳喜久子
　　　　　　　┗四郎左衛門実武┣實　　　┣良子　　┣尚子
　　　　　　　　　　　　　　　┗八千代　┗百子　　┗宗子

```

### 家族・親族
- 父・東郷実友は薩摩藩士。高奉行を務めた。
- 母・益子は堀与三左衛門の三女。
- 長兄・東郷実猗
- 次兄・壮九郎は小倉家を継ぎ西南戦争で自決。
- 弟・東郷実武
- 妻・東郷テツ[92]（テツ子）は薩摩藩士の海江田（かえだ）信義の長女。14歳上の平八郎と16歳で結婚し、二男ニ女を儲けた。質素、倹約を旨として家庭を守る傍ら、愛国婦人会本部評議員、陸海軍将校婦人会顧問を務めた。平八郎とともに同じ病院に入院し、平八郎の死から約7ヶ月後（1934年12月28日）に病死。
- 長男・東郷彪（貴族院侯爵議員）
- 次男・東郷実（海軍兵学校40期生・少将）
  - 実の子に72期生の東郷良一（少尉で重巡洋艦摩耶に乗組み、比島沖海戦で戦死し2階級特進で大尉になった）、曾孫に防衛大学校卒の幹部海上自衛官東郷宏重がいる[93]。
- 長女
- 二女・千代子は園田実（海軍少将・男爵）の妻。
- 叔父・実次は大河平順喜の養子となる。
- 従弟・大河平才蔵は実次の子。ドイツ留学後、日本初の「鋼」の生産に成功し海軍大技監を務めた。
- 係累の東郷良尚は日本ユニセフ協会の副会長。

## 著書
- 東郷平八郎、伊東祐亨『日新公御歌講演』軍事教育会、1913年10月。NDLJP:910304。
- 小笠原長生 編『東郷平八郎全集』 第1巻、平凡社、1930年5月。NDLJP:1176089。
- 小笠原長生 編『東郷平八郎全集』 第2巻、平凡社、1930年7月。NDLJP:1176104。
- 小笠原長生 編『東郷平八郎全集』 第3巻、平凡社、1930年9月。NDLJP:1176123。
- 『勝て兜の緒を締めよ』海軍省、1931年5月。NDLJP:1455010。
- 小笠原長生 編『愛国読本』実業之日本社、1932年10月。NDLJP:1176106。
- 高橋史光 編『国民教訓東郷元帥の言葉』日東書院、1933年5月。NDLJP:1210422。
- 安部真造『東郷元帥直話集』中央公論社、1935年5月。NDLJP:1212847。
- 『東郷元帥手記戦時懐中手帳』海軍有終会、1935年6月。NDLJP:1466126。
- 『東郷元帥遺墨集』 第1巻、東郷元帥遺墨保存会、1935年11月。NDLJP:1176022。
- 『東郷元帥遺墨集』 第2巻、東郷元帥遺墨保存会、1935年11月。
- 長生会 編『東郷元帥遺墨集』東郷寺、1940年。
- 長生会 編『東郷元帥遺墨集』 続篇、東郷寺、1942年。NDLJP:1141832。

## 東郷を演じた俳優

### 映画
- 『明治天皇と日露大戦争』(演:田崎潤)
- 『日本海大海戦』『日本海大海戦 海ゆかば』(演:三船敏郎)

### テレビドラマ
- 『海は甦える』(TBS 演:芦田伸介)
- 『二百三高地 愛は死にますか』(TBS 演:渡辺文雄)
- 『五稜郭』（日本テレビ 演:新田純一)
- 『坂の上の雲』（NHK 演:渡哲也)

## 関連作品

### 小説
- 『坂の上の雲』（司馬遼太郎、『産経新聞』、1968年 - 1972年）[94]
- 『東郷平八郎と秋山真之』（松田十刻、2008年、ISBN 978-4-569-66998-4）[95]

### 漫画
- 『東郷平八郎-日本海海戦』（柏葉比呂樹、朝日新聞社『週刊マンガ日本史』42号、2010年）[96]
- 『昭和天皇物語』（作画：能條純一、原作：半藤一利『昭和史』、脚本：永福一成、監修：志波秀宇、小学館『ビッグコミックオリジナル』、2017年 - ）[97][98]